# غريغ ماثيوز
غريغ ماثيوز (15 ديسمبر 1959 في أستراليا - ) (بالإنجليزية: Greg Matthews)‏ هو لاعب كريكت أسترالي. شارك مع منتخب أستراليا الوطني للكريكت. أما مع النوادي، فقد لعب مع فريق جنوب ويلز الجديد للكريكت ‏.

## وصلات خارجية
- غريغ ماثيوز على موقع إي آس بي آن كريك إنفو (الإنجليزية)